# Закис, Рональдс
Рональдс Закис (латыш. Ronalds Zaķis; род. 8 июля 1987, Талси, Латвийская ССР, СССР) — латвийский профессиональный баскетболист, играющий на позиции центрового. Выступает за баскетбольный клуб ВЭФ.

## Карьера
Закис начал свою профессиональную карьеру в 2006 году в клубе «Вентспилс», где выступал до 2014 года.
В начале 2008 года был отдан в аренду в рижский ВЭФ, до окончания сезона 2007/2008.
Перед началом сезона 2008/2009 вернулся в «Вентспилс», выиграв в этом же сезоне первый титул чемпиона Латвии.
22 июля 2014 года подписал контракт с клубом ВЭФ.

## Сборная Латвии
В 2007 году, на чемпионате Европы среди юношей до 20 лет, стал лучшим бомбардиром турнира, в среднем набирая 24,7 очка за игру.
В 2008 году дебютировал в главной сборной Латвии.

## Достижения
- Чемпион Балтийской баскетбольной лиги: 2012/2013
- Чемпион Латвии (5): 2008/2009, 2012/2013, 2013/2014, 2014/2015, 2017/2018